# Aphrodes bicinctus
Aphrodes bicinctus är en insektsart som först beskrevs av Franz Paula von Schrank 1776.  Aphrodes bicinctus ingår i släktet Aphrodes, och familjen dvärgstritar. Arten är reproducerande i Sverige.